# Phare de Cleft of the Rock
Le phare de Cleft of the Rock est un phare privé situé sur Cape Perpetua (en), près de Yachats dans le comté de Lincoln (État de l'Oregon), aux États-Unis.
Ce phare est géré par la Garde côtière américaine, et les phares de l'État de Washington sont entretenus par le District 13 de la Garde côtière  basé à Seattle.

## Histoire
Il a été construit en 1976 par James A. Gibbs (en), ancien préposé à l'entretien du phare de Tillamook Rock et historien des phares, qui a été actif dans la préservation de la salle des lanternes du phare de Smith Island. Le phare a été conçu d'après le phare de Fiddle Reef, qui a fonctionné de 1898 à 1958 à Oak Bay, en Colombie-Britannique, dans la banlieue de Victoria, au Canada.
Sa tour contient une rampe d'escalier issue de la demeure du gardien du phare de Yaquina Head. D'autres articles historiques comprennent un chronomètre du phare de Desdemona Sands, deux bidons d'huile en laiton de Tillamook Rock et du phare d'Heceta Head, et une manivelle du phare de Point Sur. Il a également deux lentilles de Fresnel de 4e ordre. L'US Coast Guard en a fait un repère officiel de navigation maritime en 1979.
Le phare fait partie de la maison du propriétaire, qui abrite également un musée privé. Les terrains et la tour sont fermés au public. Il est juste à l'extérieur du coin nord-ouest de la zone  du Service des forêts des États-Unis du Cap Perpetua.

## Description
Le phare est une aide à la navigation privée appartenant à l'US Coast Guard. La tour pyramidale à base carrée, avec galerie et lanterne, mesure 11 m de haut. Elle
est attenante à la maison d'habitation de deux étages.
À une hauteur focale de 34 m il émet, un feu alternativement blanc et rouge, par période de 10 secondes. Sa portée nominale est de 14 milles nautiques (environ 26 km).
Identifiant : ARLHS : USA-964 - Amirauté : G4487 - USCG : 6-0640 .

### Lien connexe
- Liste des phares de l'Oregon